# 卡洛波利斯
卡洛波利斯是巴西巴拉那州的一个市镇。总面积447.857平方公里，总人口13566人，人口密度30.3人/平方公里。